# بوژورتسی
بوژورتسی (به بلغاری: Bozhurtsi) یک منطقهٔ مسکونی در بلغارستان است که در شهرستان چرنوچن واقع شده‌است.
 بوژورتسی ۲٫۱۰۶ کیلومتر مربع مساحت و ۲۵۸ نفر جمعیت دارد.